# UnBORDE
unBORDE（アンボルデ）は、日本のレコードレーベル。ワーナーミュージック・ジャパン（WMJ）傘下の邦楽レーベルの一つである。
本項では、同時に設立されたマネジメントセクション「unBORDE ARTISTA」（アンボルデ・アルティスタ）についても扱う。

## 概要
2010年12月21日、WMJにより設立。また、マネジメント業務を中心としたセクション「unBORDE ARTISTA」も同時に設立された。レーベルヘッド（レーベルの代表）は鈴木竜馬。
設立時の所属アーティストは神聖かまってちゃん、androp、Q;indivi+、九州男、近藤夏子、高橋優、RIP SLYMEの7組。レーベル第1弾作品は、神聖かまってちゃんのアルバム『つまんね』。
レーベルポリシーは「時代感」と「エッジ」。音楽ジャンルにこだわらず、今の時代の若者に刺さるエッジの効いたアーティスト・ラインナップを特徴とする。レーベル名はスペイン語で「境界線」や「エッジ」を意味する単語（英語の「border」）。鈴木がレーベル設立の準備段階から「エッジ」という言葉を使いたいと思っていた所、2010年のワールドカップで大好きな国のスペインが優勝したことや、響きのカッコよさもあってスペイン語で名付けた。
レーベル立ち上げの際、新人ばかりでは不安だったので、レーベルヘッドの鈴木が以前仕事をしたことがあるRIP SLYMEのメンバーやマネージャーに「新人ばかりのレーベルだけど、その背骨として、兄貴分としてRIP SLYMEにいてほしい」という話をすると、彼らもそれを快諾した。
2016年、レーベル設立5周年を記念して、同レーベル所属のアーティスト12組が参加したスペシャルユニット「unBORDE all stars」が、3月9日にアルバムを発売し、収録曲「Feel」が、コカ・コーラのCMソングに起用された（後述）。

## 所属アーティスト

### unBORDE

#### 現在の所属アーティスト
2023年4月現在、五十音順。
- あいみょん（2016年 - ）
- CAPSULE（2013年 - ）
  - 中田ヤスタカ（2016年 - ）
- ジェニーハイ（2018年 - ）
- TEAM SHACHI（2012年 - ）
- 高橋優（2010年 - ）
- Tempalay（2020年 - ）
  - AAAMYYY（2022年 - ）
- tofubeats（2013年 - ）
- WANIMA（2017年 - ）

#### 過去に所属していたアーティスト
他のレコード会社等に移籍したアーティスト
- アカシック（2015年 - 2017年）
- androp（2010年 - 2016年）
- きゃりーぱみゅぱみゅ（2011年 - 2018年）
- 九州男（2010年 - 2012年）
- Q;indivi+（2010年）
- 近藤夏子（2010年 - 2012年）
- 天才バンド（2015年 - 2017年）
- パスピエ（2012年 - 2016年）
- バンドじゃないもん!（2012年 - 2013年）
- The Beatmoss（2012年 - 2013年）
- THE PRIVATES（2014年）
- livetune+（2016年）
- RIP SLYME（2010年 - 2018年）活動休止
- yonige（2017年 - 2020年）
- Hakubi（2020年 - 2021年）
- ロイ-RöE-（2018年 - 2021年）
- chelmico（2018年 - 2022年）
- 神聖かまってちゃん（2010年 - 2023年）

WMJ内・別レーベルに移籍したアーティスト
- ゲスの極み乙女。（2014年 - 2018年） - 同社内にメンバーの川谷絵音が発足させた自主レーベルTACO RECORDSに移籍
- indigo la End（2014年 - 2018年） - 同上
- DADARAY（2017年 - 2018年） - 同上

### unBORDE ARTISTA
アーティストのマネジメント業務を行う。
- Cocco
- 熊木杏里（2011年 - 2012年）
- MEG（2011年 - 2012年）

## スペシャルユニット

### unBORDE all stars

#### 参加アーティスト
- アカシック
- androp
- indigo la End
- CAPSULE
- きゃりーぱみゅぱみゅ
- ゲスの極み乙女。
- 神聖かまってちゃん
- 高橋優
- チームしゃちほこ
- tofubeats
- パスピエ
- RIP SLYME

#### ディスコグラフィー
アルバム
|   | 発売日       | タイトル                     |
| - | ------------ | ---------------------------- |
| 1 | 2016年3月9日 | Feel + unBORDE GREATEST HITS |

#### ミュージックビデオ
| 監督   | 曲名     |
| 丹修一 | 「Feel」 |

#### タイアップ
| 楽曲名 | タイアップ先         |
| ------ | -------------------- |
| Feel   | コカ・コーラCMソング |

## イベント
| 年月日                                                            | イベント名                                                                                       | 備考 |
| ----------------------------------------------------------------- | ------------------------------------------------------------------------------------------------ | --- |
| 2012年12月24日                                                    | unBORDE X'mas PARTY                                                                              | 発足2周年を記念して初のレーベル主催ライブ。Zepp DiverCityにて開催。 出演者:androp / きゃりーぱみゅぱみゅ / 近藤夏子 / 神聖かまってちゃん / 高橋優 / チームしゃちほこ / DJ FUMIYA / バンドじゃないもん! / パスピエ / RIP SLYME                                                                          |
| 2013年12月23日                                                    | unBORDE Xmas PARTY 2013                                                                          | 開催地:EX THEATER ROPPONGI 出演者:きゃりーぱみゅぱみゅ / 近藤夏子 / チームしゃちほこ / tofubeats / パスピエ / バンドじゃないもん! / RIP SLYME / 高橋優 / 神聖かまってちゃん / ゲスの極み乙女。 |
| 2014年12月23日                                                    | unBORDE Xmas PARTY 2014                                                                          | 開催地:Zepp Tokyo 出演者:indigo la End / androp / きゃりーぱみゅぱみゅ / ゲスの極み乙女。 / RIP SLYME / 神聖かまってちゃん / アカシック / 高橋優 / チームしゃちほこ / tofubeats |
| 2015年12月23日                                                    | 神聖かまってちゃんとチームしゃちほことtofubeatsとアカシックで 勝手にunBORDE Xmas PARTY 2015!!!!! | 開催地:Zepp Tokyo 出演者:アカシック / 神聖かまってちゃん / チームしゃちほこ / 天才バンド / tofubeats |
| 2016年04月10日                                                    | Coca-Cola presents unBORDE 5th Anniversary Fes 2016                                              | 開催地:幕張メッセ 出演者:androp / capsule / indigo la End / RIP SLYME / tofubeats / きゃりーぱみゅぱみゅ / アカシック / ゲスの極み乙女。 / チームしゃちほこ / パスピエ / 神聖かまってちゃん / 高橋優                                                                                                   |
| 2018年10月19日 10月21日 10月27日 10月28日 11月3日 11月4日 11月8日 | unBORDE LUCKU 7TH TOUR                                                                           | 開催地:仙台PIT、Zepp Sapporo、広島 CLUB QUATTRO、Zepp Nagoya、福岡DRUM LOGOS、Zepp Osaka Bayside、Zepp Tokyo 出演者:あいみょん / indigo la End / 奇妙礼太郎 / きゃりーぱみゅぱみゅ / ジェニーハイ / 神聖かまってちゃん / 高橋優 / DADARAY / TEAM SHACHI / chelmico / tofubeats / yonige / RoE / WANIMA |